# Stuck on You (film)
Stuck on You is een Amerikaanse komische film uit 2003 geregisseerd door de gebroeders Farrelly. Hij gaat over een Siamese tweeling die naar Hollywood vertrekt omdat een van de twee acteur wil worden.

## Verhaal
Bob en Walt Tenor zijn een Siamese tweeling die op het eiland Martha's Vineyard in het noordoosten van de VS wonen. Omdat er vijftig procent kans is dat Walt bij een scheiding sterft weigert Bob een operatie. Daarom hebben ze afgesproken dat ze elkaar nooit zullen tegenhouden om doelen in het leven te bereiken. Zo is Bob eigenaar van een fastfoodrestaurant dat ze samen uitbaten en is Walt theateracteur die ondanks Bobs podiumangst geregeld op de planken staat.
Dan uit Walt zijn wens om naar Hollywood te vertrekken om het daar te maken. Daar aangekomen trekken ze in in een appartement van Moe. Een van hun buren is de mislukte actrice April Mercedes die vanaf dan met hen optrekt. Walt regelt voor de verlegen Bob een ontmoeting met May Fong die al drie jaar Bobs internetvriendin is. Hij heeft haar echter niet verteld dat hij en Walt aan elkaar vastzitten en verbergt dit ook als ze uitgaan. Als ze het ontdekt gaat ze ervandoor. Later komt ze terug en zegt dat ze desondanks van Bob houdt.
Walt heeft intussen geen succes bij audities voor filmrollen. Dan ontmoeten ze na een auditie Cher. Die zit contractueel vast aan de televisieserie Honey and the Beaze en wil hier onderuit. Omdat ze zelf de tweede hoofdrol mag invullen kiest ze Walt in een poging de serie te saboteren. Walt wordt er echter populair door en de serie wordt een succes.
Nadat Bob in de cel belandt voor dronken rijden omdat Walt gedronken had besluiten beiden toch maar te scheiden. Hierna zien ze elkaar niet zo vaak meer en Bob verhuist met May terug naar Martha's Vineyard. Toch zijn ze allebei ongelukkig zonder de ander naast zich. Ook Walt komt - met April - terug naar huis. Daar gebruiken ze een riem of klittenband om zich terug aan elkaar vast te maken. Enkel als het echt moet, bijvoorbeeld als Walt moet optreden, maken ze zich los.

## Rolverdeling
| Acteur               | Personage      | Opmerkingen                       |
| -------------------- | -------------- | --------------------------------- |
| Matt Damon           | Bob Tenor      |                                   |
| Greg Kinnear         | Walt Tenor     |                                   |
| Eva Mendes           | April Mercedes |                                   |
| Wen Yann Shih        | May Fong       |                                   |
| Pat Crawford Brown   | Mimmy          | Dienster in Bob's restaurant      |
| Ray Valliere         | Rocket         | Ober in Bob's restaurant          |
| Tommy Songin         | Tommy          |                                   |
| Terence Bernie Hines | Moe Neary      | Eigenaar van het appartementsblok |
| Cher                 | Cher           | Speelt zichzelf                   |
| Jackie Flynn         | Howard         |                                   |
| Seymour Cassel       | Morty O'Reilly | Walt's agent                      |
| Griffin Dunne        | Griffin Dunne  | Speelt zichzelf                   |
| Elaine Curtis        |                | Cher's assistente                 |
| Jay Leno             | Jay Leno       | Speelt zichzelf                   |
| Meryl Streep         | Meryl Streep   | Speelt zichzelf                   |
| Frankie Muniz        | Frankie Muniz  | Speelt zichzelf                   |